# São Miguel do Cajuru
São Miguel do Cajuru é uma vila e distrito do município de São João del-Rei, no estado de Minas Gerais. Antigamente, era conhecido como Arcângelo. Está inserido no contexto da antiga Comarca do Rio das Mortes. O desenvolvimento do arraial se deu em torno da Capela de São Miguel, que posteriormente foi elevada ao status de igreja.
O distrito está situado a 36 km da sede do município de São João del-Rei. A principal atividade econômica da localidade é a agropecuária, com grande parte da população envolvida nessa atividade. O acesso rodoviário é facilitado pela proximidade com a BR-383. 
Os outros distritos do município de São João del-Rei são: São Sebastião da Vitória, São Gonçalo do Amarante, Rio das Mortes e Emboabas.

## Estatísticas
Código IBGE: 316250010
Área: 346,20 km²

## História
O distrito de São Miguel do Cajuru foi criado pela Lei Estadual nº 1.039 de 12 de dezembro de 1953. Há registros históricos, porém, que indicam sua existência anterior, como a referência ao Decreto Municipal de 14 de julho de 1832.

## Patrimônio cultural e religioso

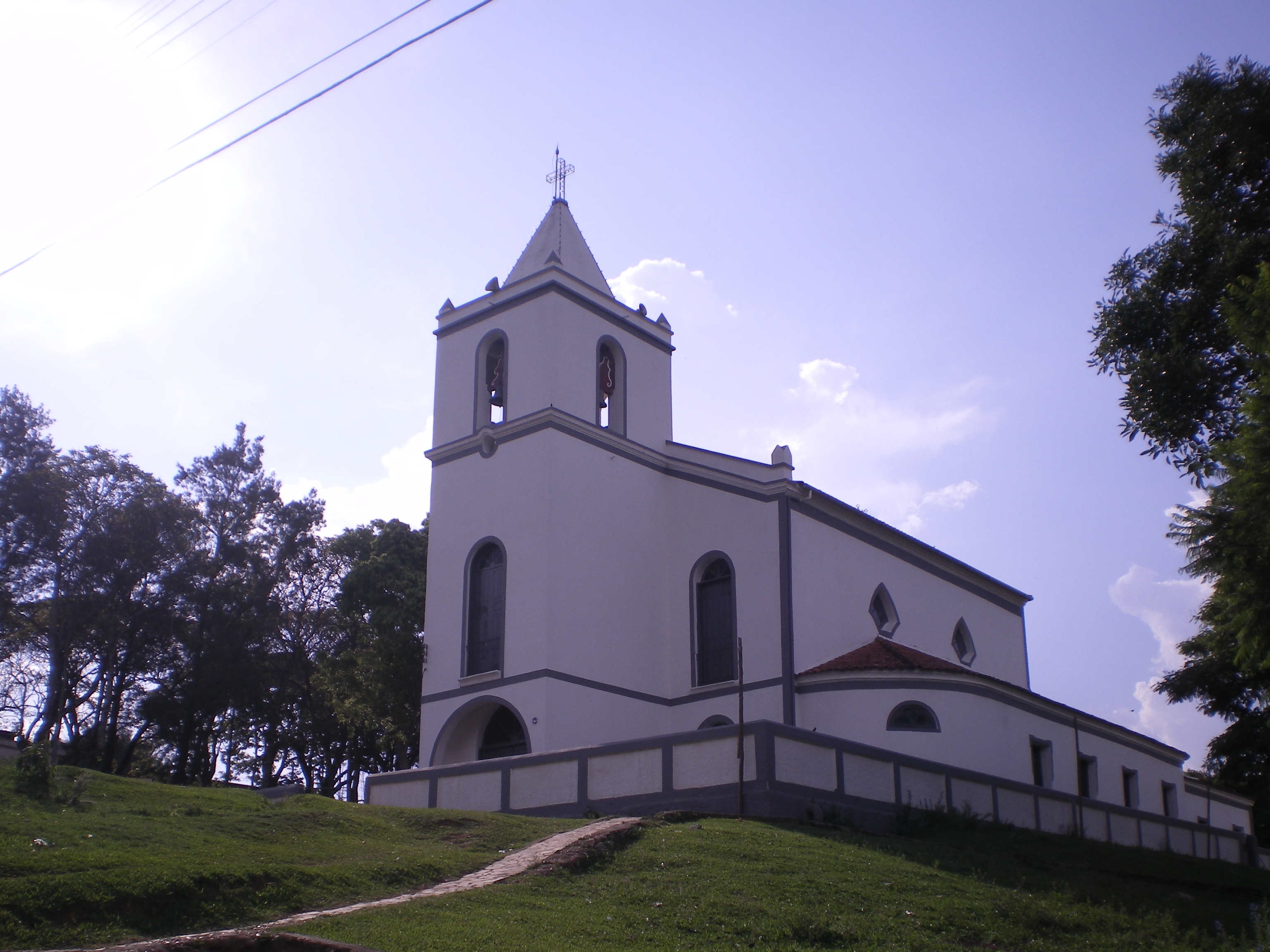
Paróquia de São Miguel Arcanjo do Cajuru

A Igreja de São Miguel abriga uma valiosa pintura sacra de grande importância cultural e artística, atribuída ao renomado artista colonial Joaquim José da Natividade.
No local, está sepultado o Servo de Deus Miguel Afonso de Andrade Leite, ex-pároco da igreja, cuja vida e obra são veneradas pelos moradores da vila, onde o padre é considerado um santo popular.

## Circunscrição eclesiástica
A paróquia local, dedicada a São Miguel Arcanjo, faz parte da Diocese de São João del-Rei.